# 引っ越してきました麻美です。
『引っ越してきました麻美です。』（ひっこしてきましたあさみです）は、髙原秀和監督の日本映画。2023年12月3日劇場公開。

## 概要
「OP PICTURES+フェス2023」作品の1本として劇場公開。
2023年12月29日、『人妻の虜　隣のあさみさん』のタイトルで70分の成人映画に再編集され、劇場公開。
漫画家の福井遥香が脚本を手掛け、劇中イラストも福井の手によるものである。
2025年3月5日、スターボードから『となりの人妻 引っ越してきた麻美さん。』のタイトルでDVD化。　　　　　　　　　　　　　　　　　　　　　　　　　　　

## 登場人物
桜木麻美
演 - 山岸逢花
街に突然現れた人たらしの女性。かなりの天然ボケだが、その欲求に素直に進む性格で周囲の男女を魅了していく。男女両方とセックスできるバイセクシャル。
浅川ゆず
演 - 音琴るい
浅川姉弟の姉。ガールズバー勤務。麻美に理想の女性像を抱き始める。
舞島京香
演 - 福田もも
ゆずとともにガールズバーで勤務する同僚。ゆずの弟、湊に興味を持つ。
浅川湊
演 - 佐藤一馬
浅川姉弟の弟。やや挙動不審。非モテ人生を歩むが、カンフー映画が好きでアクションを見られた縁から、麻美や京香からはかわいがられる。
桜木正一
演 - 那波隆史
麻美の夫。職業は大学教授で麻美より20歳近く年上。妻のおかげで新しい世界を見れたと、妻の奔放さに理解を持つ。温泉旅行を計画中。
神田翔平
演 - 安藤ヒロキオ
麻美の浮気相手。
客1
演 - 金田敬
客2
演 - 今川健吾

## スタッフ
- 監督：高原秀和
- 脚本：福井遥香
- 劇中イラスト：福井遥香
- 撮影：下山天
- 照明：田宮健彦
- 録音：百瀬賢一
- 編集：高原秀和
- 音楽：おおくぼけい 竹内理恵
- 助監督：森山茂雄 小泉剛 末永賢
- 制作進行：今川健吾
- 制作応援：石川欣
- スチール：本田あきら
- 協力：LapisDoll、みゅーたんと
- 仕上げ：東映ラボ・テック
- 制作：ラブパンク
- 提供：オーピー映画